# 達州直隸州
達州直隸州是清代中期四川的一個直隶州，存在於雍正六年（1728年）至嘉慶七年（1802年）。
雍正六年（1728年），升夔州府達州為直隸州，以東鄉縣（今宣漢縣）、太平縣（今万源市、城口县）二縣往隸。七年（1729年），復置夔州府新寧縣（今開江縣）。旋改新寧縣隸達州直隸州，嘉慶七年（1802年）升綏定府，並於州地置達縣。